# Куркан
Курка́н (рос. Куркан) — присілок у складі Юкаменського району Удмуртії, Росія.
Населення — 43 особи (2010; 43 в 2002).
Національний склад (2002):
- удмурти — 81 %